# Margival
Margival es una comuna francesa situada en el departamento de Aisne, de la región de Alta Francia.

## Geografía
Está ubicada a 8 km al norte de Soissons.

## Demografía
| 296 | 258 | 264 | 321 | 321 | 325 | 323 | 377 |
| Para los censos de 1962 a 1999 la población legal corresponde a la población sin duplicidades (Fuente: INSEE [Consultar]) |     |     |     |     |     |     |     |